# Darjacze-je Namak
Namak (trb. Darjacze-je Namak, trl. Daryācheh-ye Namak) – jezioro w północnym Iranie, położone na zachód od Wielkiej Pustyni Słonej, ok. 120 km na południe od Teheranu i ok. 100 km na wschód od miasta Kom, na wysokości 790 m n.p.m.
Powierzchnia jeziora to ok. 3000 km², większość misy jeziornej zajmują słone bagna i pokrywy solne, woda zajmuje powierzchnię tylko ok. 1 km², głębokość maksymalna do 1 m, głębokość średnia ok. 0,45 m. Namak – z języka perskiego – oznacza sól.